# Pseudononionella
Pseudononionella es un género de foraminífero bentónico considerado un sinónimo posterior de Alliatina de la subfamilia Alliatininae, de la familia Robertinidae, de la superfamilia Robertinoidea, del suborden Robertinina y del orden Robertinida. Su especie tipo era Pseudononionella variabilis. Su rango cronoestratigráfico abarcaba desde el Pleistoceno hasta la Actualidad.

## Clasificación
Pseudononionella incluye a la siguiente especie:
- Pseudononionella variabilis